# Tarján Róbert
Tarján Róbert, születési és 1934-ig használt nevén Weisz Róbert (Budapest, Józsefváros, 1913. augusztus 12. – Budapest, 1979. szeptember 1.) orvos, egyetemi tanár, a közegészségtan járványtan szakorvosa, az orvostudományok doktora (1966).

## Életpályája
Weisz Endre (1888–1954) főkönyvelő és Friedman Regina (1893–1958) fiaként született zsidó családban. Középiskolai tanulmányait 1923 és 1931 között a Pesti Izraelita Hitközség Reálgimnáziumában végezte. A Pázmány Péter Tudományegyetemen 1937. szeptember 17-én avatták orvosdoktorrá. 
Tanulmányai befejezése után az Apponyi Poliklinika II. számú Belgyógyászati osztályának orvosa lett, ugyanakkor mellette a kórház diétás orvosi feladatait is ellátta. 1942-től a lévai kórház belgyógyászati osztályára került. 1943 és 1945 között munkaszolgálatos volt. 1945-től az Országos Közegészségügyi Intézetben Népélelmezés-kutató Osztályán dolgozott. 1947-ben tisztiorvosi, 1948-ban pedig üzemorvosi képesítést szerzett. 1949-ben az Élelmezéstudományi Intézet alapító igazgatója volt. 1954-ben megkapta az orvostudományok kandidátusa fokozatot „Az étrend és a csontosodás összefüggése, különös tekintettel a magyar nép táplálkozására” című disszertációjával. 1959-ben közegészségtani-járványtani szakorvosi képzettséget szerzett. 1962-től haláláig az Orvostovábbképző Intézet Élelmezésegészségtani Tanszékének tanszékvezető egyetemi tanáraként is működött. 
1966-ban kapta meg az orvostudományok doktora fokozatát a „A magyar néptáplálkozás – Kedvező és kedvezőtlen jelenségek a magyar néptáplálkozásban” című tanulmányával. Egyik résztvevője a magyarországi diétásnővér-képzés megindításának. Felkérés alapján megszervezte a Vendéglátóipari Főiskolán az élelmezéstudományi tanszéket.
A Magyar Táplálkozástudományi Társaság elnöke, nyugállományba vonulása után örökös tiszteletbeli elnöke, a WHO Szakértői Tanács tagja. A Magyar Tudományos Akadémia több bizottságának felkért tagja.
Felesége Kassai Stefánia (1917–2007) orvos volt.

## Főbb művei
- A magyar népélelmezés fejlődése és jelenlegi helyzete (Budapest, 1949)
- Élelmezés és gyógyélelmezés. Soós Aladárral és Somogyi Lászlónéval. (Budapest, 1952)
- Helyes gyermektáplálás és napközi élelmezés. Fekete Lászlóval. (Budapest, 1952)
- A biológiai érték kérdése az élelmezésben (Budapest, 1953)
- Közétkeztetési áruismeret (Budapest, 1955, 2. kiadás: Budapest, 1955, 3. kiadás: Budapest, 1956)
- Diétás szakácskönyv (Budapest, 1957)
- Élelmezés-egészségügy az orvos szaksegéd-képző tanfolyam részére (Budapest, 1960)
- A helyes táplálkozás (1960, 2. kiadás: Budapest, 1958, 3. kiadás: Budapest, 1960)
- Táplálkozástudomány (Budapest, 1963)
- Mikrobiológia és élelmezéshigiénia (Budapest, 1964)
- Tápanyagtáblázat (1974)
- Korszerű élelmezés az óvodáskortól a kamaszkorig (1994)

## Díjai, elismerései
- Fodor József emlékérem (1960)
- Semmelweis Ignác emlékplakett (1961)
- Tangl Ferenc emlékérem (1972)